# Geografía de Mesopotamia

Mapa de Mesopotamia.

Mesopotamia (Μεσοποταμία / Mesopotamia), del griego μεσο / mesos «medio» y ποταμός / potamos «río», es una región de Oriente Próximo entre el Tigris y el Éufrates, que se corresponde en su mayor parte con el Irak de la actualidad

## Geografía física

### Principales unidades regionales
Hay cuatro tipos principales de unidades regionales: las mesetas de la alta Mesopotamia, la llanura de la Mesopotamia inferior, las montañas y las regiones de estepa o desérticas.

#### Las mesetas de la alta Mesopotamia
Estas mesetas se extienden justo al sur de Assur y descienden de norte a sur. Los valles están encajados, lo que contribuye que al complementar esta región los pliegues montañosos corten la región de Este a Oeste. Estos pliegues son el cabel Antiguo.el Aziz y el , que son dos pliegues elevados. El segundo ha mantenido el nombre que tenía en la antigüedad, Saggar ( Sinŷar en la Antigüedad), 
En el norte, se habla del alto Jéziré, que significa «alta Mesopotamia, y al sur el bajo Jéziré que significa «baja Mesopotamia». Entre estas dos zonas, las condiciones de vida son diferentes. El norte es más lluvioso y fue una gran zona de paso. Por el contrario, el sur es más difícil para el hombre y es una zona de transición con la estepa.

#### Las llanuras de la Baja Mesopotamia

Imágenes del satélite Terra de la NASA de las zonas pantanosas de Mesopotamia en el período (2000-2009)

Las llanuras no están encajadas. A lo largo de la región que va de la actual Bagdad (Agadé), situada a 37 metros, hasta el Golfo Pérsico, es una planicie ligeramente inclinada hacia el sur.
Se trata de una llanura aluvial formada por depósitos aluviales del Tigris y el Éufrates. El proceso de sedimentación continúa aún. La costa actual está más al sur que el lugar que ocupaba en la antigüedad. Los ríos no discurren encajonados, sino que se salen del cauce, lo que da lugar a frecuentes inundaciones y a cambios en los lechos.
Mientras que el sur es una zona de pantanos: los Hawr, que tienen un papel importante en el verano, ya que devuelven una parte del flujo del río.

#### Historia de Mesopotamia
Esta zona de marismas se extendía por una superficie de 20 000 km² en el 1970, pero que fue destruida en un 90% en el 2001 a raíz de las masivas operaciones de drenaje decididas por Saddam Hussein. Esta decisión se habría adoptado para luchar contra los chiitas iraquíes que habían huido tras el fracaso de su levantamiento a principios de los años 1990. En 2004, el Programa de las Naciones Unidas para el Medio Ambiente lanzó un programa para restaurar el medio ambiente; en 2006 se habían restaurado 10 000 km² y 100 000 personas habían regresado a vivir allí.

#### Las montañas
Se trata de un plegamiento terciario con un tipo morfológico Jura. Al sur de la costa mediterránea, se encuentra el Monte Galilea, al norte está la Cordillera del Líbano y la Cordillera del Antilíbano, llegando a 3 000 metros, e incluso más al norte, el Jebel Ansariye. Todo el territorio al norte de esta costa son los montes Amanus.
Hacia el norte se encuentran los montes Tauro y el Antitauro, así como los montes Armenios, que llegan a un máximo de unos 5 000 metros. Al este se encuentran los Zagros, que se elevan a más de 3 000 metros. Estas montañas tienen un impacto en la hidrografía, porque el agua de riego proviene de las montañas, que son también reservas de madera y de minerales.

#### Las estepas y desiertos
Estos son lugares donde las precipitaciones son inferiores a 200 mm por año y, por tanto, donde es imposible cultivar.
En las zonas de estepa las precipitaciones están entre 100 y 200 mm por año. Por debajo de 100 mm, nos referimos al desierto. Las estepas se extienden por todo el valle del Éufrates Medio. Se trata de un espacio discontinuo. Hay praderas temporales en ciertas épocas del año que pueden ser aprovechadas por los pastores para el ganado. Pueden ser cruzadas sin mucha dificultad. En acadio, el término Namu designa tanto la estepa, a los pobladores de la estepa, y a los animales que allí se encuentran.
El desierto por otro lado no es viable. En el período que nos interesa, llevaba el nombre acadio de Madbanu. Existen, sin embargo, oasis , como el de Tadmeren Siria, que se corresponde con la ciudad de Palmira. Las poblaciones que viven en el desierto son designados con el término Arbaiu (que ha dado árabe, entre otros), un término que remite más al estilo de vida de los oasis que a un tipo étnico.

### El clima y la hidrografía

#### El clima
Su clima es similar al clima tropical.Apto para la agricultura.

#### Hidrografía

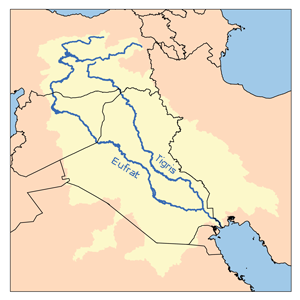
Mapa de la cuenca Éufrates/Tigris.

Hay una serie de ríos costeros en paralelo a las montaña en la costa mediterránea, como el Orontes, el Litani y el Jordán. Estos valles están encajonados. En particular, el Jordán tiene una pendiente muy fuerte.
La hidrografía del resto de la región está formada por el Tigris, el Éufrates, y sus afluentes. Estos dos ríos tienen muy diferente longitud. El Éufrates tiene 2 800 km y una pendiente suave, el Tigris tiene 1 800 km y una pendiente mayor.
El Éufrates tiene una serie de afluentes por su derecha como el Tauro, el Balih y el Habur que cruzan Mesopotamia, pero cada uno de ellos tiene un aspecto diferente. Así el Habur lleva agua durante todo el año y un flujo lo suficientemente fuerte como para ser navegable, mientras que el Balih tiene un caudal mucho menor y, aunque es importante, puede llegar a secarse.
El Tigris recibe en toda su longitud afluentes por la margen izquierda, primero de Armenia y después del los Zagros. Los afluentes son menos numerosos en el sur, pero su caudal es mucho más importante que el del Éufrates.
Sin embargo, hay aspectos comunes entre los dos ríos. Así, tienen la dirección general de su cauce que es casi idéntica. Su régimen pluvionival es idéntico: son alimentadas por la lluvia y el deshielo. Las inundaciones del Tigris son más grandes, lo que le lleva a tener un menor número de ciudades cerca del río y las que hay, están localizadas en lugares elevados. Las inundaciones tienen consecuencias diferentes. Esto va desde el suministro de agua para el riego, a la destrucciones importantes que conllevan la rehabilitación del sistema de riego. A diferencia de las inundaciones del Nilo, la inundación de los ríos Tigris y Éufrates no son fertilizantes. En Egipto las inundaciones llegan en la época adecuada. Las inundaciones de los ríos Tigris y Éufrates, en general, llegan en mala época. Esto da lugar a un sistema de riego para almacenar agua de la crecida y poderla utilizar en el momento oportuno. Si el riego es importante en el norte, es de vital importancia en el sur.

## Geografía humana

### El poblamiento
En el Neolítico los asentamientos se concentraron en el Creciente fértil. Esto explica que el norte estuviese más adelantado que el sur.
Los primeros vestigios de culturas datan del 9000 a. C. Los primeros asentamientos se encuentran en las estribaciones de los Zagros. A partir del IV milenio se les asocian objetos de piedra y cobre. Es el periodo calcolítico. Esto requería la organización de una sociedad más compleja y la existencia de comercio. El calcolítico comienza en el 4500 a. C., y, es en este período cuando se producen los cambios.
Así, la llanura se puso en valor mediante el riego, lo que implica una organización del trabajo. Fue también durante este período cuando se produjo la revolución urbana. Hacia el 3000 (fin del IV milenio aparecen las ciudades, un fenómeno que se traduce en un aumento en el número de edificios, la producción de cerámica y la presencia de templos y, por tanto, la existencia de un clero). Esto apareció en el sur de Uruk, Eridu, etc. La revolución urbana se desplazó de sur a norte. Hay vestigios de esta revolución en Jebel Auda y en Habuba Kabira.
Es en esa época cuando parece la escritura, principalmente en forma de registros de contabilidad sobre la gestión de los rebaños y cosechas. Estos escrito se componen de pictogramas.

Mapa que muestra la localización y extensión del Creciente Fértil, una región de Oriente Próximo que abarcaba el Antiguo Egipto, el Levante mediterráneo, Mesopotamia y otras civilizaciones.

El comienzo del periodo histórico se encuentra en el III milenio. hacia el 2800 a. C. se realizaron los primeros textos que se podían leer (con elementos gramaticales). Estos textos están escritos en sumerio, que es una designación arbitraria porque en realidad el idioma era el Emegi, que significa «lengua noble»; pero se llama así, ya que está presente en la región de Sumeria. Es una lengua completamente aislada en el Oriente Próximo, que hoy día se parece a otra que se habla cerca del mar Caspio.
El sumerio no es la única lengua hablada en Oriente Próximo. Hay diferentes maneras de darse cuenta de ello, por ejemplo, viendo la masiva aparición de nombres amorritas hacia los años 2000, el centro de Mesopotamia y el sur acababa de pasar por otra enésima invasión. Pero hasta ahora, no se han encontrado textos en esta lengua, pero, sin embargo, es hacia los años 2000 cuando un idioma de la misma prestigiosa familia, el acadio, lengua semítica, se dividió en dos ramas, el asirio, al norte y el babilonio en el sur.
El acadio comenzó a ser escrito hacia el 2600 y a propagarse a partir del siglo XXIV. Posteriormente, se convirtió en la lengua más hablada y generalizada. El sumerio siguió siendo hablado hasta finales del III milenio, pero, sin embargo, sobrevivió más de 2000 años como una lengua religiosa y académica.
Políticamente, existe en el siglo III un periodo bastante largo, llamado « dinastía arcaica » que duró del 2800 al 2400, donde toda Mesopotamia estaba dividida en pequeños estados, cada uno con una ciudad principal.
Desde el siglo XXIV, hay intentos de unificar Mesopotamia. Estos son los primeros «imperios». Empezando por el Imperio Acadio XXII y XXIII cuya capital era Akkad y cuyo idioma oficial es el acadio. Luego está el imperio de Ur XXII y XXI. En la Antigüedad, la ciudad de Ur era un puerto. La lengua oficial del «imperio» era el sumerio, pero únicamente para la administración.
Hacia el final del siglo III y la mitad del II llegaron pueblos extranjeros, con los amorreos, que podrían proceder de Siria occidental, hablando una lengua semítica próxima al acadio, pero que sólo se conoce por los nombres propios. Este pueblo se fundió con la población de origen en un siglo. En el siglo XVII llegaron los kasitas, un pueblo que provenía de los Zagros. Por último, los hurritas, que a su vez provenían de las montañas del norte y del noreste. Después de algún tiempo se produjo una fusión de estas poblaciones. Hacia el siglo XVII los hurritas fundaron el reino de Mitanni. Los kasitas fundaron el Reino de Karduniash. La lengua kasita es poco conocida, pero la hurrita es más conocida. En el siglo XIV se fundó Asiria.
Al final del II milenio y comienzos del I tuvo lugar la migración de los arameos, ( recuerda la migración de los amorreos) que parece venían del oeste de Siria, hablaban una lengua semítica y eran seminómadas (pastores trashumantes). Estos movimientos se explican por los cambios en los modos de vida. Los dos pueblos, amorritas y arameos, hablaban una lengua semítica; pero cuando la lengua de los amorritas desapareció en favor del acadio, el arameo fue adaptado por una gran parte de las poblaciones locales. Hay un claro progreso del idioma arameo que llegó a hablarse en todo Oriente Próximo. Una parte de los arameos se establecieron en la llanura, otra parte se asentó en el alto Jéziré.

### Actividades en Mesopotamia

#### Agricultura

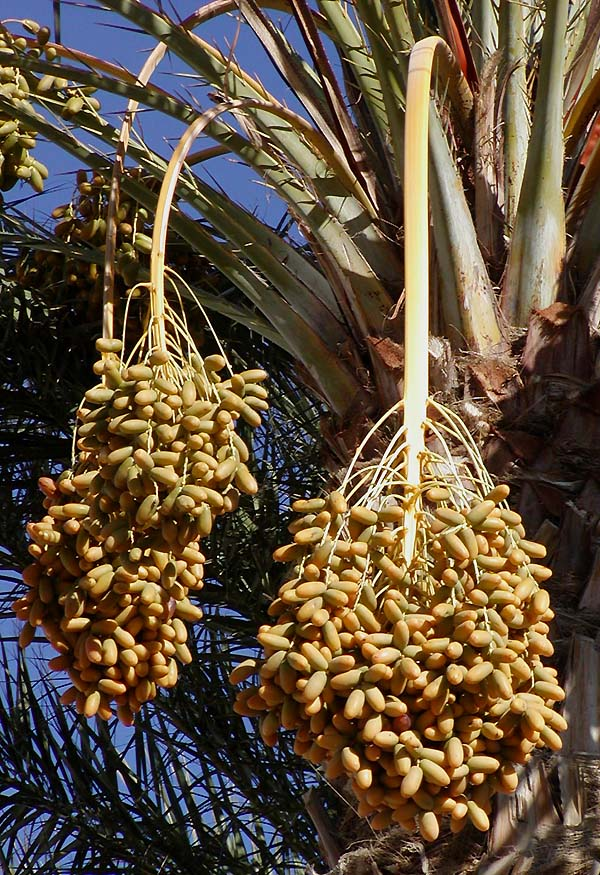
La palmera datilera (Phoenix dactylifera) era muy cultivada en Mesopotamia.

Esta actividad era la de la mayoría de la gente. La costa mediterránea es un área favorecida con la trilogía mediterránea:  trigo,  vid y olivo. Además, hay pastizales capaces de criar ganado. Al norte de la costa se encontraban las colmenas que producían miel, para endulzar los alimentos.
En el interior, la alta Mesopotamia es una región de cereales. Se han encontrado diferentes tipos de cebada y espelta. Se cultivaba sésamo y lino (para aceite principalmente) y, por último, hay algunos sectores de vides, pero muy localizados. El cultivo de la uva, permitía la producción de vino para las élites.
La baja Mesopotamia es una región de agricultura de regadío y todas las culturas están vinculados a la irrigación. Están muy extendidos los cultivos de cereales, pero se cultivaba poco trigo debido a la salinidad del agua. Por lo tanto, se producía cebada que tolera un mínimo de salinidad. Con la cebada se podían obtener hasta dos cosechas por año. Se producía cerveza o alcohol a partir de los dátiles. El vino se denominaba con el términoKaranu y los otros alcoholes por el de Sikanu. La palmera se cultivaba ampliamente, y sus frutos se utilizaban para la alimentación y para hacer bebidas, se utilizaba la madera y, por último, la sombra que ofrecen las palmeras permitían la práctica de otros cultivos, con una gran diversidad, como: ajos y cebollas, por ejemplo.

#### Ganadería
Había un conflicto entre el mundo agrícola y el ganadero. Las ovejas proporcionan lana y leche para alimentar a las poblaciones de pastores y tenían la posibilidad de hacer queso.
Los individuos ricos tenían grandes rebaños que daban a los arrendatarios, que eran los que llevaban las cuentas, lo que ha dejado vestigios. El ganado vacuno estaba menos desarrollado. Se trata de una crianza familiar. Algunos rebaños pertenecían a palacio. El ganado vacuno se utilizan por su fuerza para el trabajo. El ganado podía recibir nombres.
La cría del cerdo era problemática. Se menciona en el sur y muy poco en el norte. La carne de cerdo estaba mal considerada, pues así es vista con frecuencia en las maldiciones.

#### Artesanía y comercio
Estas son actividades practicadas por una pequeña proporción de la población. Los artesanos de Mesopotamia eran muy reconocidos. Los recursos de Mesopotamia en materias primas eran casi nulos. No hay fuentes de minerales fuera de las montañas. La madera es escasa en la llanura, aunque su presencia es abundante en las montañas. Por último, hay pocas o ninguna piedra explotable.
La arcilla y la caña permitían producir cerámica y cestería. La ganadería produce lana con la que se puede hacer tejidos, y también es una moneda de cambio. Se trata de los únicos recursos naturales explotables para la artesanía que existen en la propia Mesopotamia.
La artesanía está relacionada con el gran comercio. Este comercio concierne principalmente al trabajo de la madera y del metal. La importación era necesaria, esto llevó a algunos Estados a querer asegurarse el control de estas fuentes de abastecimiento, en particular cobre, estaño y hierro.
Existían cuatro fuentes de cobre:
- El Irán central
- En las montañas Tauro
- En la península de Omán
- En la  Chipre.

Para fabricar bronce se necesita cobre y estaño. El estaño se encontraba en el este de la meseta iraní y en Afganistán. España y las islas británicas pueden haber suministrado también el estaño, aunque de forma indirecta. El hierro es el metal utilizado para fabricar armas y herramientas más fuertes pero es más difícil de trabajar. En el Cercano Oriente se entra en la Edad del Hierro a principios del I milenio. El mineral de hierro está más extendido y se le puede encontrar en las montañas.